# Diego Landis
Diego Luiz Landis (* 3. Mai 1998 in Paranavaí) ist ein brasilianischer Fußballspieler.

## Karriere
Diego Landis erlernte das Fußballspielen in den brasilianischen Jugendmannschaften vom AC Paranavaí, dem FC São Paulo und Desportivo Brasil. Bei Desportivo, einem Verein aus Porto Feliz, unterschrieb er am 1. Mai 2017 auch seinen ersten Vertrag. Von Mitte Juli 2018 bis Mitte Juli 2020 wurde er an den portugiesischen Verein FC Porto ausgeliehen. Bei dem Verein aus der Hafenstadt Porto kam er in der zweiten Mannschaft, die in der zweiten Liga spielte, 15-mal zum Einsatz. Ende April 2021 wechselte er zum Mirassol FC. Der Verein aus dem Bundesstaat São Paulo spielte in der dritten brasilianischen Liga. Von Ende Januar 2022 bis Anfang April 2022 wurde er an den Villa Nova AC ausgeliehen. Mit dem Klub aus Nova Lima spielte er zehnmal in der Staatsmeisterschaft von Minas Gerais. Nach der Ausleihe kehrte er zu Mirassol zurück. Für Mirassol absolvierte er insgesamt zehn Spiele in der Série C. Im Juni 2022 zog es ihn nach Asien, wo er in Thailand einen Vertrag beim Erstligisten Chiangrai United unterschrieb. Für den Verein aus Chiangrai bestritt er in zwei Spielzeiten 47 Ligaspiele. Im Juli 2024 wechselte er zum ebenfalls in der ersten Liga spielenden Khon Kaen United FC. Am Ende der Saison 2024/25 wurde er mit Khon Kaen Tabellenletzter und musste somit in die zweite Liga absteigen. Für Khon Kaen bestritt er 25 Ligaspiele. Hierbei erzielte er einen Treffer. Nach dem Abstieg wurde sein Vertrag nicht verlängert. Im Juli 2025 ging er nach Malaysia. Hier schloss er sich in Kuala Terengganu dem Erstligisten Terengganu FC an.